# 1. Bundesliga 2002-03
La 1. Bundesliga 2002-03 fue la 40.ª edición de la Fußball-Bundesliga, la mayor competición futbolística de Alemania. La disputaron 18 equipos entre el 9 de agosto de 2002 y el 24 de mayo de 2003.
Bayern Múnich se consagró campeón del certamen en la fecha 30, al vencer por 2-0 como visitante a Wolfsburgo. Alcanzó, de esta forma, su decimoséptima Bundesliga, y su decimoctavo título en la máxima categoría del país.

## Equipos
| Pos | Descendidos de 1. Bundesliga |
| --- | ---------------------------- |
| 16º | Friburgo                     |
| 17º | Colonia                      |
| 18º | St. Pauli                    |

| Pos | Ascendidos de 2. Bundesliga |
| --- | --------------------------- |
| 1º  | Hannover 96                 |
| 2º  | Arminia Bielefeld           |
| 3º  | Bochum                      |

| Equipo                   | Ciudad          | Estadio                  | Aforo  |
| ------------------------ | --------------- | ------------------------ | ------ |
| 1860 Múnich              | Múnich          | Estadio Olímpico         | 63 000 |
| Arminia Bielefeld        | Bielefeld       | Estadio Alm              | 26 600 |
| Bayer Leverkusen         | Leverkusen      | BayArena                 | 22 500 |
| Bayern de Múnich         | Múnich          | Estadio Olímpico         | 63 000 |
| Bochum                   | Bochum          | Ruhrstadion              | 36 000 |
| Borussia Dortmund        | Dortmund        | Westfalenstadion         | 68 600 |
| Borussia Mönchengladbach | Mönchengladbach | Bökelbergstadion         | 34 500 |
| Energie Cottbus          | Cottbus         | Stadion der Freundschaft | 21 000 |
| Hamburgo                 | Hamburgo        | AOL Arena                | 62 000 |
| Hannover 96              | Hannover        | Niedersachsenstadion     | 60 400 |
| Hansa Rostock            | Rostock         | Ostseestadion            | 25 850 |
| Hertha Berlín            | Berlín          | Olympiastadion           | 76 000 |
| Kaiserslautern           | Kaiserslautern  | Estadio Fritz Walter     | 41 500 |
| Núremberg                | Núremberg       | Frankenstadion           | 44 700 |
| Schalke 04               | Gelsenkirchen   | Arena AufSchalke         | 61 973 |
| Stuttgart                | Stuttgart       | Estadio Gottlieb Daimler | 53 700 |
| Werder Bremen            | Bremen          | Weserstadion             | 36 000 |
| Wolfsburgo               | Wolfsburgo      | VfL-Stadion              | 21 600 |

### Equipos porEstados federados
| Región                            | N.º | Equipos                                                                                               |
| --------------------------------- | --- | --- |
| Renania del Norte-Westfalia       | 6   | Arminia Bielefeld, Bayer Leverkusen, Bochum, Borussia Dortmund, Borussia Mönchengladbach y Schalke 04 |
| Baviera                           | 3   | 1860 Múnich, Bayern de Múnich y Núremberg                                                             |
| Baja Sajonia                      | 2   | Hannover 96 y Wolfsburgo                                                                              |
| Baden-Wurtemberg                  | 1   | Stuttgart                                                                                             |
| Berlín                            | 1   | Hertha Berlín                                                                                         |
| Bremen                            | 1   | Werder Bremen                                                                                         |
| Brandeburgo                       | 1   | Energie Cottbus                                                                                       |
| Hamburgo                          | 1   | Hamburgo                                                                                              |
| Mecklemburgo-Pomerania Occidental | 1   | Hansa Rostock                                                                                         |
| Renania-Palatinado                | 1   | Kaiserslautern                                                                                        |

## Sistema de competición
Los dieciocho equipos se enfrentaron entre sí bajo el sistema de todos contra todos a doble rueda, completando un total de 34 fechas. Las clasificación se estableció a partir de los puntos obtenidos en cada encuentro, otorgando tres por partido ganado, uno por empatado y ninguno en caso de derrota. En caso de igualdad de puntos entre dos o más equipos, se aplicaron, en el mencionado orden, los siguientes criterios de desempate:
1. Mejor diferencia de goles en todo el campeonato;
2. Mayor cantidad de goles a favor en todo el campeonato;
3. Mayor cantidad de puntos en los partidos entre los equipos implicados;
4. Mejor diferencia de goles en los partidos entre los equipos implicados;
5. Mayor cantidad de goles a favor en los partidos entre los equipos implicados.

Al finalizar el campeonato, el equipo ubicado en el primer lugar de la clasificación se consagró campeón y clasificó a la fase de grupos de la Liga de Campeones de la UEFA 2003-04, junto con el subcampeón; el tercero, por su parte, disputó la tercera ronda previa. Asimismo, los equipos que finalizaron el certamen en cuarto y quinto lugar clasificaron a la primera ronda de la Copa de la UEFA 2003-04 junto con el campeón de la Copa de Alemania, mientras que los ubicados en las posiciones sexta, séptima y octava accedieron a la Copa Intertoto de la UEFA 2003.
Por otro lado, los equipos que ocuparon los últimos tres puestos de la clasificación —decimosexta, decimoséptima y decimoctava— descendieron de manera directa a la 2. Bundesliga.

## Clasificación
| Pos. | Equipo                   | Pts. | PJ | G  | E  | P  | GF | GC | Dif. | Clasificación 2003-04                        |
| ---- | ------------------------ | ---- | -- | -- | -- | -- | -- | -- | ---- | -------------------------------------------- |
| 1    | Bayern Múnich (C)        | 75   | 34 | 23 | 6  | 5  | 70 | 25 | +45  | Fase de grupos de la Liga de Campeones       |
| 2    | Stuttgart                | 59   | 34 | 17 | 8  | 9  | 53 | 39 | +14  | Fase de grupos de la Liga de Campeones       |
| 3    | Borussia Dortmund        | 58   | 34 | 15 | 13 | 6  | 51 | 27 | +24  | Tercera ronda previa de la Liga de Campeones |
| 4    | Hamburgo                 | 56   | 34 | 15 | 11 | 8  | 46 | 36 | +10  | Primera ronda de la Copa de la UEFA          |
| 5    | Hertha Berlín            | 54   | 34 | 16 | 6  | 12 | 52 | 43 | +9   | Primera ronda de la Copa de la UEFA          |
| 6    | Werder Bremen            | 52   | 34 | 16 | 4  | 14 | 51 | 50 | +1   | Tercera ronda de la Copa Intertoto           |
| 7    | Schalke 04               | 49   | 34 | 12 | 13 | 9  | 46 | 40 | +6   | Tercera ronda de la Copa Intertoto           |
| 8    | Wolfsburgo               | 46   | 34 | 13 | 7  | 14 | 39 | 42 | −3   | Segunda ronda de la Copa Intertoto           |
| 9    | Bochum                   | 45   | 34 | 12 | 9  | 13 | 55 | 56 | −1   |                                              |
| 10   | 1860 Múnich              | 45   | 34 | 12 | 9  | 13 | 44 | 52 | −8   |                                              |
| 11   | Hannover 96              | 43   | 34 | 12 | 7  | 15 | 47 | 57 | −10  |                                              |
| 12   | Borussia Mönchengladbach | 42   | 34 | 11 | 9  | 14 | 43 | 45 | −2   |                                              |
| 13   | Hansa Rostock            | 41   | 34 | 11 | 8  | 15 | 35 | 41 | −6   |                                              |
| 14   | Kaiserslautern           | 40   | 34 | 10 | 10 | 14 | 40 | 42 | −2   | Primera ronda de la Copa de la UEFA          |
| 15   | Bayer Leverkusen         | 40   | 34 | 11 | 7  | 16 | 47 | 56 | −9   |                                              |
| 16   | Arminia Bielefeld        | 36   | 34 | 8  | 12 | 14 | 35 | 46 | −11  | Descenso de categoría                        |
| 17   | Núremberg                | 30   | 34 | 8  | 6  | 20 | 33 | 60 | −27  | Descenso de categoría                        |
| 18   | Energie Cottbus          | 30   | 34 | 7  | 9  | 18 | 34 | 64 | −30  | Descenso de categoría                        |

Actualizado a los partidos jugados el 24 de mayo de 2003.
 Fuente: DFB
1. ↑  Copa de Alemania (CC): El campeón de la Copa de Alemania 2002-03, Bayern Múnich, ya estaba clasificado a la Liga de Campeones 2003-04 como campeón de la presente Bundesliga. En consecuencia, Kaiserslautern, subcampeón de la Copa de Alemania 2002-03, accedió a la primera ronda de la Copa de la UEFA 2003-04.

| Bundesliga                        |
|                                   |
| Campeón Bayern Múnich 18.º título |

## Resultados
| Local \ Visitante        | MUN | ARM | BAL | BAY | BOC | BOD | BOM | COT | HAM | HAN | HAS | HER | KAI | NUR | SCH | STU | WER | WOL |
| ------------------------ | --- | --- | --- | --- | --- | --- | --- | --- | --- | --- | --- | --- | --- | --- | --- | --- | --- | --- |
| 1860 Múnich              | —   | 3–1 | 0–3 | 0–5 | 2–4 | 0–0 | 2–0 | 3–0 | 1–1 | 0–1 | 0–2 | 1–0 | 0–0 | 2–2 | 3–0 | 0–1 | 3–0 | 2–2 |
| Arminia Bielefeld        | 2–1 | —   | 2–2 | 0–0 | 1–3 | 0–0 | 4–1 | 2–2 | 2–1 | 0–1 | 3–0 | 0–1 | 1–1 | 0–1 | 2–1 | 0–1 | 3–0 | 1–0 |
| Bayer Leverkusen         | 3–0 | 3–1 | —   | 2–1 | 2–4 | 1–1 | 2–2 | 0–3 | 2–3 | 1–3 | 1–2 | 4–1 | 1–0 | 0–2 | 1–3 | 0–1 | 3–0 | 1–1 |
| Bayern Múnich            | 3–1 | 6–2 | 3–0 | —   | 4–1 | 2–1 | 3–0 | 3–1 | 1–1 | 3–3 | 1–0 | 2–0 | 1–0 | 2–0 | 0–0 | 2–1 | 0–1 | 1–0 |
| Bochum                   | 1–1 | 1–4 | 0–3 | 2–1 | —   | 0–0 | 1–1 | 5–0 | 1–1 | 1–2 | 0–1 | 3–0 | 1–1 | 2–1 | 0–2 | 3–1 | 1–4 | 4–2 |
| Borussia Dortmund        | 1–0 | 0–0 | 2–0 | 1–0 | 4–1 | —   | 1–0 | 1–1 | 1–1 | 2–0 | 2–0 | 2–2 | 3–1 | 4–1 | 1–1 | 3–1 | 1–2 | 2–2 |
| Borussia Mönchengladbach | 0–1 | 3–0 | 2–2 | 0–0 | 2–2 | 1–0 | —   | 3–0 | 2–0 | 1–0 | 3–0 | 0–2 | 3–0 | 2–0 | 2–2 | 1–1 | 4–1 | 2–0 |
| Energie Cottbus          | 3–4 | 2–1 | 1–1 | 0–2 | 2–1 | 0–4 | 1–1 | —   | 0–0 | 3–0 | 0–4 | 0–2 | 1–3 | 2–1 | 0–1 | 2–3 | 0–1 | 0–1 |
| Hamburgo                 | 1–0 | 1–0 | 4–1 | 0–3 | 1–1 | 1–1 | 1–0 | 1–1 | —   | 2–1 | 2–0 | 1–0 | 2–0 | 4–0 | 3–1 | 3–2 | 1–0 | 2–0 |
| Hannover 96              | 1–3 | 0–0 | 1–2 | 2–2 | 2–2 | 0–3 | 2–2 | 1–3 | 2–2 | —   | 3–1 | 0–1 | 2–1 | 4–2 | 0–2 | 1–2 | 4–4 | 3–1 |
| Hansa Rostock            | 1–4 | 3–0 | 1–3 | 0–1 | 1–1 | 0–1 | 3–1 | 0–0 | 0–0 | 1–2 | —   | 0–1 | 2–2 | 2–0 | 3–1 | 1–1 | 1–0 | 1–0 |
| Hertha Berlín            | 6–0 | 0–0 | 1–1 | 3–6 | 1–0 | 2–1 | 1–2 | 3–1 | 2–0 | 2–0 | 3–1 | —   | 2–0 | 2–1 | 4–2 | 1–1 | 0–1 | 2–2 |
| Kaiserslautern           | 0–0 | 1–1 | 1–0 | 0–2 | 0–2 | 0–0 | 2–0 | 4–0 | 2–0 | 0–1 | 1–0 | 2–1 | —   | 5–0 | 1–3 | 1–2 | 1–0 | 2–0 |
| Núremberg                | 1–2 | 0–0 | 0–1 | 1–2 | 1–3 | 1–2 | 2–1 | 2–2 | 1–3 | 3–1 | 0–1 | 0–3 | 1–0 | —   | 0–0 | 1–2 | 1–0 | 1–1 |
| Schalke 04               | 1–1 | 1–1 | 0–1 | 1–0 | 1–2 | 2–2 | 2–1 | 3–0 | 3–0 | 0–2 | 2–2 | 0–0 | 2–2 | 1–1 | —   | 2–0 | 1–1 | 1–0 |
| Stuttgart                | 4–1 | 3–0 | 3–0 | 0–3 | 3–2 | 1–0 | 4–0 | 0–0 | 1–1 | 3–0 | 1–1 | 3–1 | 1–1 | 0–2 | 1–1 | —   | 0–1 | 2–0 |
| Werder Bremen            | 1–2 | 2–2 | 3–2 | 2–0 | 2–0 | 1–4 | 2–0 | 0–1 | 2–1 | 1–2 | 0–0 | 4–2 | 5–3 | 4–1 | 2–1 | 3–1 | —   | 0–1 |
| Wolfsburgo               | 1–1 | 2–0 | 2–0 | 0–2 | 2–0 | 2–0 | 1–0 | 3–2 | 2–1 | 1–0 | 1–0 | 2–0 | 2–2 | 0–2 | 1–2 | 1–2 | 3–1 | —   |

## Estadísticas

### Goleadores
| Jugador             | Equipo        | Goles |
| ------------------- | ------------- | ----- |
| Giovane Élber       | Bayern Múnich | 21    |
| Thomas Christiansen | Bochum        | 21    |
| Aílton              | Werder Bremen | 16    |
| Kevin Kurányi       | Stuttgart     | 15    |
| Claudio Pizarro     | Bayern Múnich | 15    |